# Теодор Крістенсен
Теодо́р Крі́стенсен (нім. Theodor Christensen), він же Фріц Рамм (нар.7 травня 1905, Кіль — †24 жовтня 1988, Кассель) — штурмбанфюрер СС, керівник охоронної поліції та служби безпеки в генеральній окрузі Чернігів.

## Життєпис
Крістенсен виріс у сім'ї купця в Кілі. Після вивчення банківської справи він безуспішно пробував себе в кількох професіях і, кінець кінцем, влаштувався в городньому господарстві свого родича. Вже під час свого навчання на банківського службовця входив до Ордену німецької молоді (з 1923 р.), а потім — до Спілки Вікінг. У 1930 році він вступив до лав Націонал-соціалістичної робітничої партії Німеччини, у 1931 — вступив у СА, а з 1935 року став, крім того, ще й членом СС. З 1933 року Крістенсен вже був одним з чільних співробітників Головного управління СД. У 1934–1937 роках Крістенсен працював керівником відділу у справах масонства. У жовтні 1937 року він призначається начальником штабу в керівний підрозділ СД Кенігсберг.
У січні 1942 року він був командувачем охоронної поліції (зіпо) і служби безпеки (СД) в окупованому Чернігові. У цей час, з січня 1943 по осінь 1943 року, він очолював в Україні зондеркоманду 4а. З липня 1944 Крістенсен був задіяний в айнзатцкоманді 12 айнзатцгрупи G в Румунії. Вже в 1940 році його було підвищено у званні до штурмбанфюрера СС, в якому він залишався до кінця війни.
Після війни Крістенсена було інтерновано у табір Езельсгайде у Падерборні, а в жовтні 1947 року йому вдалося втекти. Під прибраним іменем Фріц Рамм Крістенсен працював після війни торговельним представником і службовцем вагонобудівного заводу в Касселі.

## Нагороди
- Сілезький Орел 2-го і 1-го класу
- Почесний кут старих бійців
- Почесний кинджал СС